# Komodomys rintjanus
Komodomys rintjanus és una espècie de mamífer rosegador de la família dels múrids. És endèmica de les Illes Petites de la Sonda (Indonèsia). El seu hàbitat natural són els matollars secs. És una espècie en risc mínim, és a dir, no sembla que hi hagi cap amenaça significativa per a la seva supervivència. El seu nom específic, rintjanus, significa ‘de Rintja’ en llatí.